# Цзяоту

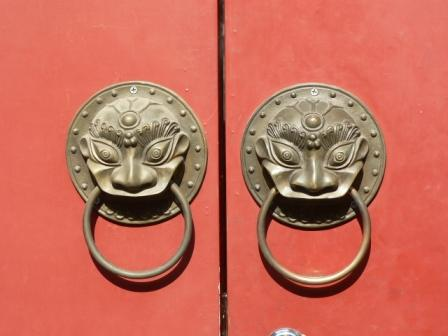
Цзяоту на воротах сихеюань

Цзяоту (кит.: 椒 图; піньїнь: jiāotú) — у китайській міфології дев'ятий син дракона, наймолодший і найнижчий за ієрархією дракон. Вважається відлюдником і грубіяном, якому дуже не подобається, коли його турбують. Полюбляє самотність.
За однією версією, схожий на морську мушлю. За другою, це відлюдний і замкнутий звір, який живе в мушлі й відразу ховається в ній, побачивши когось на горизонті. Його образ у вигляді голови з кільцем у зубах часто зустрічається в сучасному Китаї у вигляді ручок на дверях та воротах традиційних будинків сихеюань. Китайці вірять, що він відганяє злих духів, оберігає дім від нечистої сили та різних негараздів.

## Цікаві факти
В даний час ім'я цзяоту носить відома Шеньчженьська фірма, що спеціалізується на інформаційній безпеці Jowto Technology Co. (китайська назва — 椒图科技).